# Pieve di Santa Maria (Luriano)
La pieve di Santa Maria è un edificio sacro situato a Luriano, località del comune di Chiusdino in provincia di Siena.

## Storia e descrizione
La chiesa è citata in un documento del 1171 e ancora alla metà del XIII secolo come Plebes Santa Maria de Lugriano; nel corso del Settecento passò sotto il titolo di San Giovanni Battista e nel secolo successivo venne sconsacrata ed annessa al podere di Luriano, inglobando anche la canonica. Le parti residue dell'edificio antico si individuano nella torre campanaria e in alcuni tratti residui del paramento medievale a grosse bozze squadrate.